# Sascha Gueymard Wayenburg
Sascha Gueymard Wayenburg (ur. 1 sierpnia 2003 w Aix-en-Provence) – francuski tenisista.

## Kariera tenisowa
Zadebiutował w cyklu ITF Men’s Circuit w 2020 roku, a rok później w ATP Challenger Tour.
Jego pierwszym turniejem tenisowym rangi ATP Tour był Open Sud de France 2023, gdzie rywalizował w grze podwójnej w parze z Lucą Van Assche osiągając ćwierćfinał.
Wraz z Lucą Van Assche otrzymali dzikie karty na turnieje gry podwójnej podczas French Open 2022 i French Open 2023, gdzie odpadli w 1. rundzie.
W rankingu gry pojedynczej najwyżej był na 383. miejscu (17 kwietnia 2023), a w klasyfikacji gry podwójnej na 393. pozycji (17 października 2022).